# Trollius chinensis
Trollius chinensis là một loài thực vật có hoa trong họ Mao lương. Loài này được Bunge miêu tả khoa học đầu tiên năm 1835.

## Hình ảnh

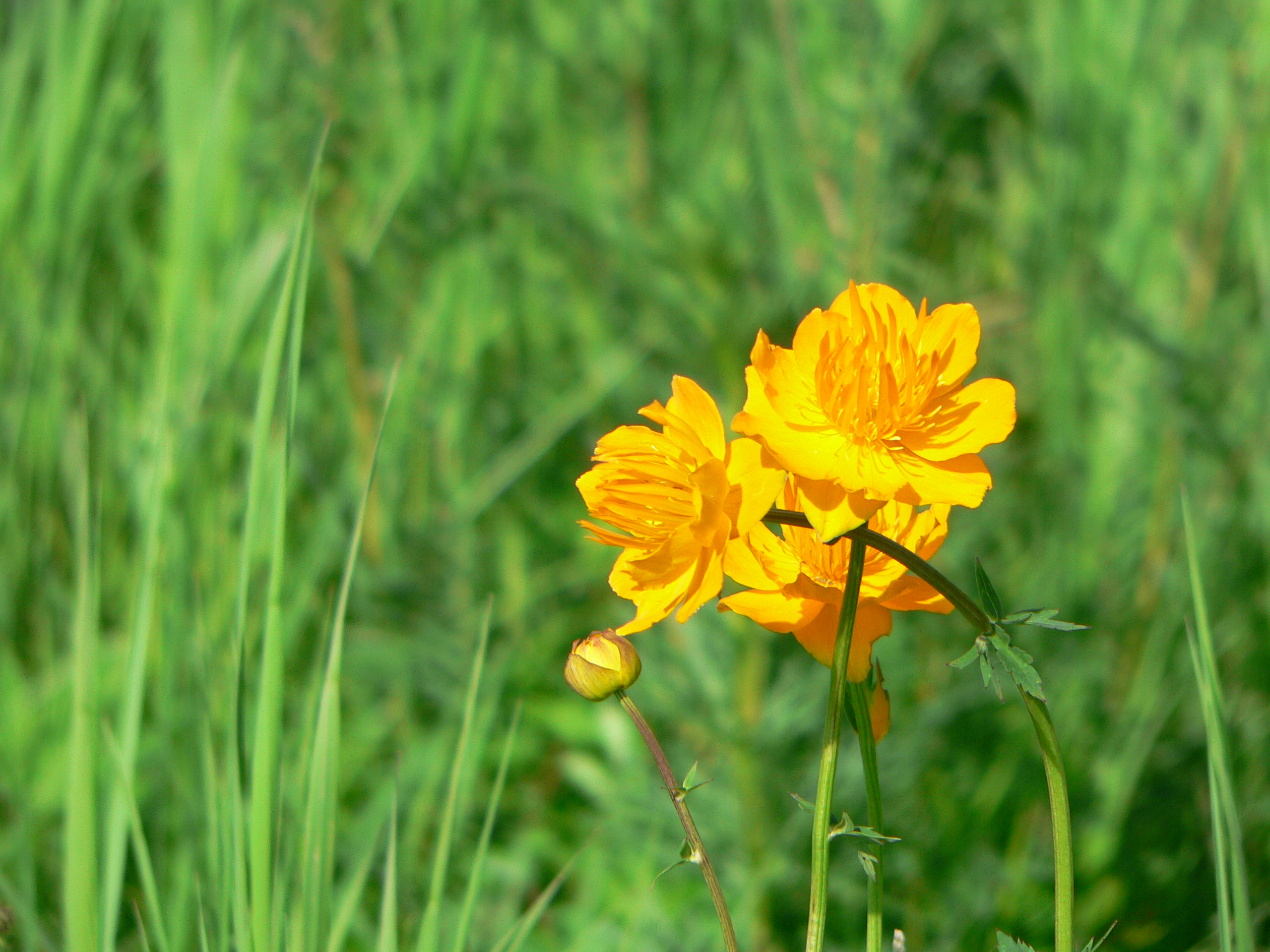
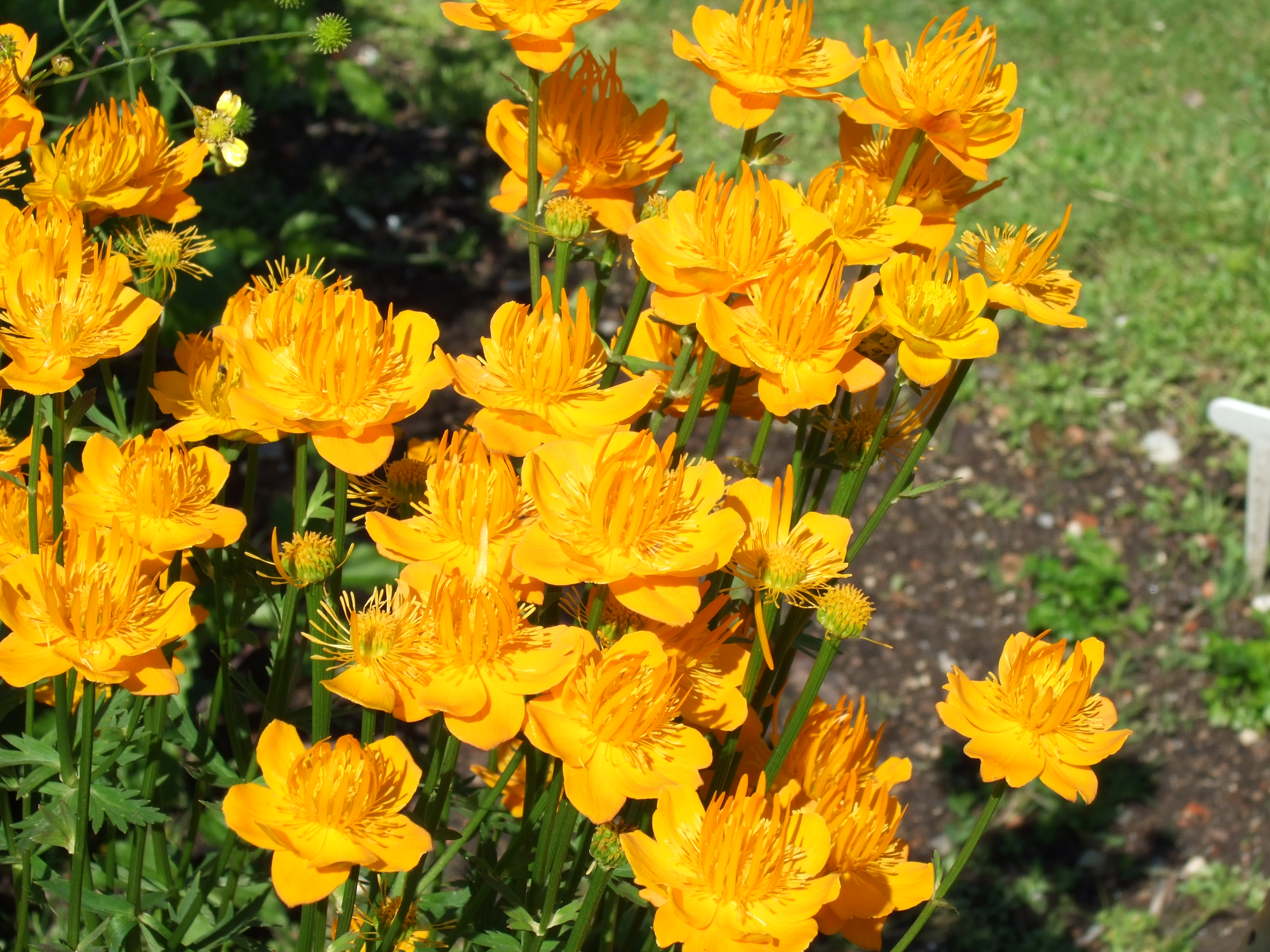
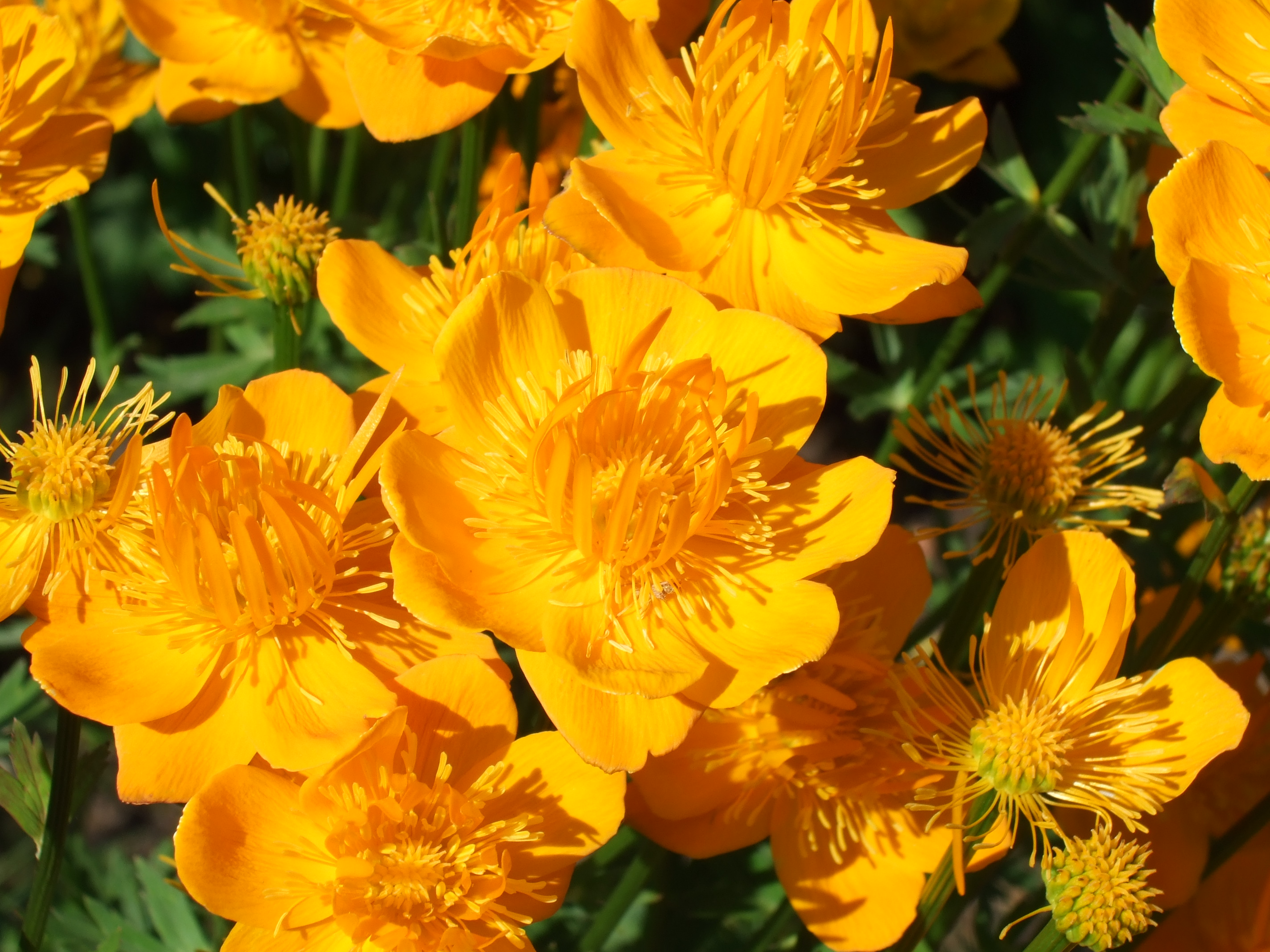
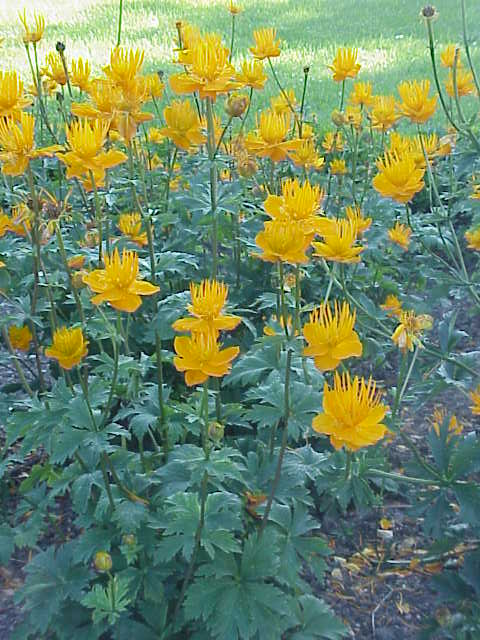